# 8-я стрелковая дивизия (3-го формирования)
8-я стрелковая дивизия — общевойсковое соединение РККА Вооружённых Сил СССР в Великой Отечественной войне.
В составе Действующей армии ВС Союза ССР с 23 апреля 1942 года по 9 мая 1945 года. Полное действительное наименование после окончания Великой Отечественной войны —  8-я Ямпольская Краснознамённая ордена Суворова стрелковая дивизия. Полное условное наименование — Полевая почта № 39918, позднее, с 7 мая 1945 года, присвоен новый номер (№) 73855.

## История

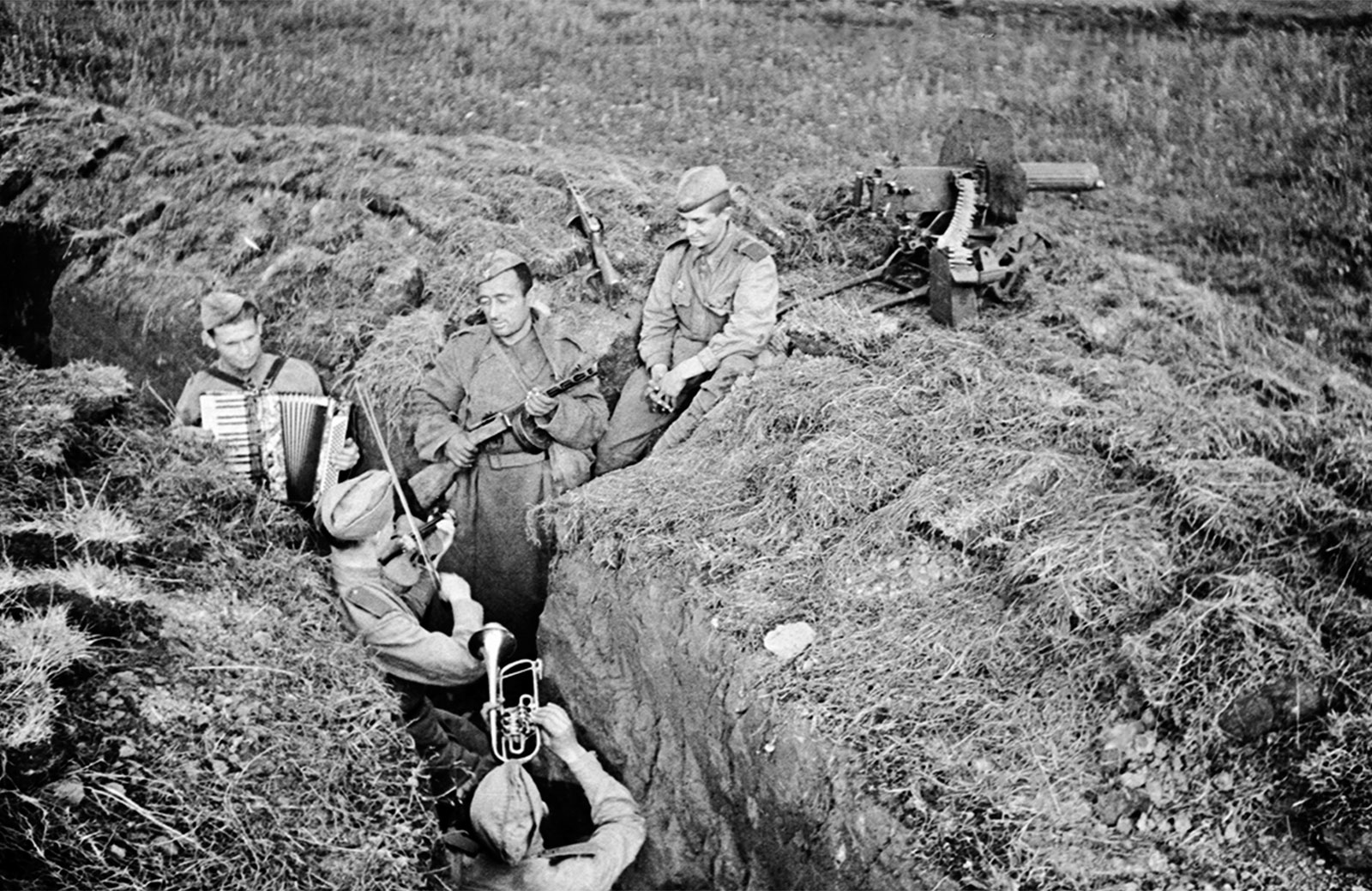
Бригада артистов дивизионного дома красноармейцев выступает перед командиром станкового пулемета 2-го стрелкового батальона 151-го стрелкового полка 8-й стрелковой дивизии старшим сержантом Василием Андреевичем Морозовым (1920 г.р.) и 2-м номером расчета красноармейцем Мармалидом Касимовым, отличившимися в бою 5-го июля 1943 года.

Стрелковая дивизия сформирована 25 декабря 1941 года в Среднеазиатском военном округе, в городах Семипалатинск и Аягоз как 458-я стрелковая дивизия. Личный состав формирования главным образом состоял из жителей Казахской ССР и частично из Куйбышевской области РСФСР, командный и политический состав был укомплектован из числа партийно-комсомольского актива Семипалатинской области. В период сформирования личный состав соединения проходил обучение по программам ускоренной подготовки. С 1 апреля 1942 года части 458-й стрелковой дивизии тринадцатью воинскими эшелонами направились на театр войны для борьбы с войсками нацистской Германии. 24 апреля 1942 года формирование прибыло в город Сталиногорск и поступило в распоряжение командующего 24-й резервной армии Брянского фронта. Согласно боевого распоряжения штаба Брянского фронта № 00100 28 апреля 1942 года части соединения выступили маршем по маршруту Сталиногорск — ст. Узловая — Зубаревка — Животово — Лопатково — Плавск — Чернь и поступили в распоряжение командующего 3-й армии. В 1942 году переименована в 8-ю стрелковую дивизию.
Дивизия участвовала в Воронежско-Касторненской, Восточно-Карпатской, Пражской наступательных операциях, Курской битве, форсировании Днепра, Десны, Припяти и других. Обороняла Мценск, участвовала в освобождении городов Кромы, Новгород-Северский, Чернигов.
Боевой путь соединение закончило на территории Чехословакии 11 мая 1945 года.

## В составе
| Дата                               | Фронт (округ)                 | Армия      | Корпус (группа)                    | Примечания |
| ---------------------------------- | ----------------------------- | ---------- | ---------------------------------- | ---------- |
| декабрь 1941 года — март 1942 года | Среднеазиатский военный округ |            |                                    |            |
| 1 апреля 1942 года                 | Резерв Ставки ВГК             |            |                                    |            |
| 1 июля 1942 года                   | Брянский фронт                | 42-я армия |                                    |            |
| 1 октября 1942 года                | Брянский фронт                | 13-я армия |                                    |            |
| 1 апреля 1943 года                 | Центральный фронт             | 13-я армия |                                    |            |
| 1 июля 1943 года                   | Центральный фронт             | 13-я армия | 15-й стрелковый корпус             |            |
| 1 января 1944 года                 | 1-й Украинский фронт          | 60-я армия | 23-й стрелковый корпус             |            |
| 1 июля 1944 года                   | 1-й Украинский фронт          | 18-я армия | 17-й гвардейский стрелковый корпус |            |
| 1 октября 1944 года                | 4-й Украинский фронт          |            |                                    |            |
| 1 января 1945 года                 | 4-й Украинский фронт          | 18-я армия |                                    |            |
| 1 апреля 1945 года                 | 4-й Украинский фронт          | 18-я армия | 17-й гвардейский стрелковый корпус |            |

## Состав
- управление
- 151-й стрелковый полк
- 229-й стрелковый полк
- 310-й стрелковый полк
- 62-й артиллерийский полк
- 154-й миномётный дивизион (до 17 октября 1942 года)
- 108-й отдельный истребительно-противотанковый дивизион
- 2-я отдельная разведывательная рота
- 21-й отдельный сапёрный батальон
- 61-й отдельный батальон связи
- 77-й медико-санитарный батальон
- 41-я отдельная рота химический защиты
- 89-я автотранспортная рота
- 457-я полевая хлебопекарня
- 922-й дивизионный ветеринарный лазарет
- 1703-я (1816-я) полевая почтовая станция
- 1199-я (1295-я) полевая касса Госбанка

## Командование

### Командиры
- 25 декабря 1941 года — полковник Зверев, Григорий Александрович
- 2 февраля 1942 года — генерал-майор Иванов, Иван Иванович
- 2 июня  1943 года —  полковник Булгаков, Василий Иванович
- 15 июля 1943 года —  полковник Гудзь, Порфирий Мартынович
- 27 октября 1943 года — генерал-майор Иванов, Николай Иванович
- 13 декабря 1943 года — генерал-майор Смирнов, Андрей Семёнович
- 27 сентября 1944 года —  полковник Угрюмов, Николай Степанович

### Заместитель командира
- 9 июля 1942 года — полковник Лозанович, Леонид Николаевич
- сентябрь  1942 года — майор, подполковник Булгаков, Василий Иванович

### Начальники штаба
- 28 января 1942 года — полковник Лозанович, Леонид Николаевич
- апрель — май 1944 года полковник Шестаков, Александр Иванович

## Награды
- 19 марта 1944 года — почётное наименование «Ямпольская» — присвоено в ознаменование одержанной победы и отличие в боях при освобождении города Ямполь. Приказ Верховного Главнокомандующего № 060 от 19 марта 1944 года.
- 19 февраля 1945 года —  Орден Красного Знамени — награждена указом Президиума Верховного Совета СССР от 19 февраля 1945 года за образцовое выполнение боевых заданий командования в боях с немецкими захватчиками при овладении городами Вадовице, Спишска Нова Вес, Спишска Стара Вес, Левоча и проявленные при этом доблесть и мужество.[2]
- 3 мая 1945 года —  Орден Суворова II степени — награждена указом Президиума Верховного Совета СССР от 3 мая 1945 года за образцовое выполнение боевых заданий командования в боях с немецкими захватчиками при овладении городом Ружомберок и проявленные при этом доблесть и мужество.[3]

Награды полков дивизии:
- 151-й стрелковый Карпатский[4] ордена Суворова[5] полк
- 229-й стрелковый Попрадский[6] орденов Суворова[7] и Кутузова[8] полк
- 310-й стрелковый орденов Суворова[5] и Кутузова[7] полк
- 62-й артиллерийский Карпатский[4] Краснознамённый[9] полк
- 108-й отдельный истребительно-противотанковый ордена Красной Звезды[8] дивизион

## Отличившиеся воины дивизии
- Артамонов, Степан Васильевич, старший сержант, командир пулемётного расчёта 151-го стрелкового полка.
- Бакуров, Дмитрий Алексеевич, командир батареи 229-го стрелкового полка.
- Баюк, Пётр Ксенофонтович, капитан, командир батальона 229-го стрелкового полка.
- Безуглый, Владимир Андреевич, рядовой, стрелок 310-го стрелкового полка.
- Белозерцев, Василий Дмитриевич, младший сержант, командир орудия артиллерийской батареи 229-го стрелкового полка.
- Будник, Гавриил Дмитриевич, рядовой, разведчик 151-го стрелкового полка.
- Васильев, Михаил Николаевич, капитан, командир батареи 108-го отдельного истребительно-противотанкового дивизиона.
- Вертяков, Кирилл Романович, младший сержант, командир стрелкового отделения 3-го батальона 310-го стрелкового полка.
- Гудзь, Порфирий Мартынович, полковник, командир дивизии.
- Дружинин, Николай Иванович, рядовой, стрелок 310-го стрелкового полка.
- Дусухамбетов, Абу, командир роты 229-го стрелкового полка.
- Жариков, Анатолий Максимович, рядовой, разведчик 2-го стрелкового батальона 151-го стрелкового полка.
- Жданов, Павел Ильич, подполковник, командир 310-го стрелкового полка.
- Зарембо, Владимир Николаевич, старший лейтенант, командир 8-й стрелковой роты 310-го стрелкового полка.
- Казаков, Николай Яковлевич, старший лейтенант, секретарь комсомольской организации 229-го стрелкового полка.
- Касимов, Хайдар, сержант, командир миномётного расчёта миномётной роты 229-го стрелкового полка.
- Касымходжаев, Сайдусман, сержант, помощник командира взвода 229-го стрелкового полка.
- Князев, Иван Николаевич, рядовой, бронебойщик 310-го стрелкового полка.
- Колокольцев, Фёдор Николаевич, капитан, заместитель командира батальона по политической части 151-го стрелкового полка.
- Кузнецов Александр Михайлович, старший лейтенант, командир роты противотанковых ружей 229-го стрелкового полка.
- Кузнецов, Иван Фёдорович, лейтенант, командир артиллерийской батареи 229-го стрелкового полка.
- Кузнецов, Павел Дмитриевич, сержант, командир миномётного расчёта 229-го стрелкового полка.
- Кязимов, Салахаддин Иса оглы, старший лейтенант, командир батареи 62-го артиллерийского полка.
- Лазарев, Егор Иванович, сержант, командир сапёрного отделения 229-го стрелкового полка.
- Лучёк, Михаил Тихонович, ефрейтор, помощник командира взвода разведки 229-го стрелкового полка.
- Мищенко, Алексей Емельянович, младший сержант, командир отделения 151-го стрелкового полка.
- Огнев, Андрей Григорьевич, младший сержант, стрелок 151-го стрелкового полка.
- Огородников, Николай Иванович, старший лейтенант, командир миномётной роты 151-го стрелкового полка.
- Осипов, Александр Архипович, капитан, командир батальона 229-го стрелкового полка.
- Осипов, Василий Иванович, рядовой, стрелок 310-го стрелкового полка.
- Пасов, Николай Трофимович, лейтенант, командир роты 229-го стрелкового полка
- Пивоваров, Сергей Антонович, рядовой, командир миномётного расчёта 229-го стрелкового полка.
- Попов, Пётр Дмитриевич, сержант, командир отделения взвода пешей разведки 229-го стрелкового полка.
- Румянцев, Иван Николаевич, старший лейтенант, заместитель командира батальона по политической части 229-го стрелкового полка.
- Самохин, Владимир Фёдорович, старший сержант, помощник командира стрелкового взвода 151-го стрелкового полка.
- Сибагатуллин Лутфулла Сибаевич, старший лейтенант, заместитель командира батальона по политической части 229-го стрелкового полка.
- Силин, Николай Николаевич, капитан, командир батальона 151-го стрелкового полка.
- Твердохлебов, Арсентий Савельевич, старшина, командир миномётного расчёта 151-го стрелкового полка.
- Томиловский, Георгий Сергеевич, полковник, командир 151-го стрелкового полка.
- Трушечкин, Василий Григорьевич, младший лейтенант, комсорг батальона 310-го стрелкового полка.
- Цаплин, Андрей Павлович, рядовой, стрелок роты противотанковых ружей 310-го стрелкового полка.
- Черняев, Пётр Андреевич, старший сержант, помощник командира взвода 229-го стрелкового полка.
- Шеломцев, Николай Григорьевич, лейтенант, командир роты 310-го стрелкового полка.
- Шишков, Даниил Кузьмич, подполковник, командир 229-го стрелкового полка.
- Шурпенко, Дмитрий Васильевич, старшина, командир взвода 151-го стрелкового полка.
- Щербаков, Алексей Васильевич, младший сержант, командир отделения 310-го стрелкового полка.
- Юлдашев, Абдуллаазис Даминович, лейтенант, командир роты 229-го стрелкового полка.
- Юрьев, Михаил Макарович, капитан, командир 1-го артиллерийского дивизиона 62-го артиллерийского полка.